# Koszęcin
Koszęcin (deutsch Koschentin, älter auch Kaschentin) ist ein Ort mit 4500 Einwohnern und zugleich Sitz der Landgemeinde Koszęcin im Powiat Lubliniecki der Woiwodschaft Schlesien in Polen.

## Geografie
Koszęcin liegt zwölf Kilometer südöstlich von Lubliniec. Nachbarorte sind Kalety, Lubliniec und Boronów.

## Geschichte

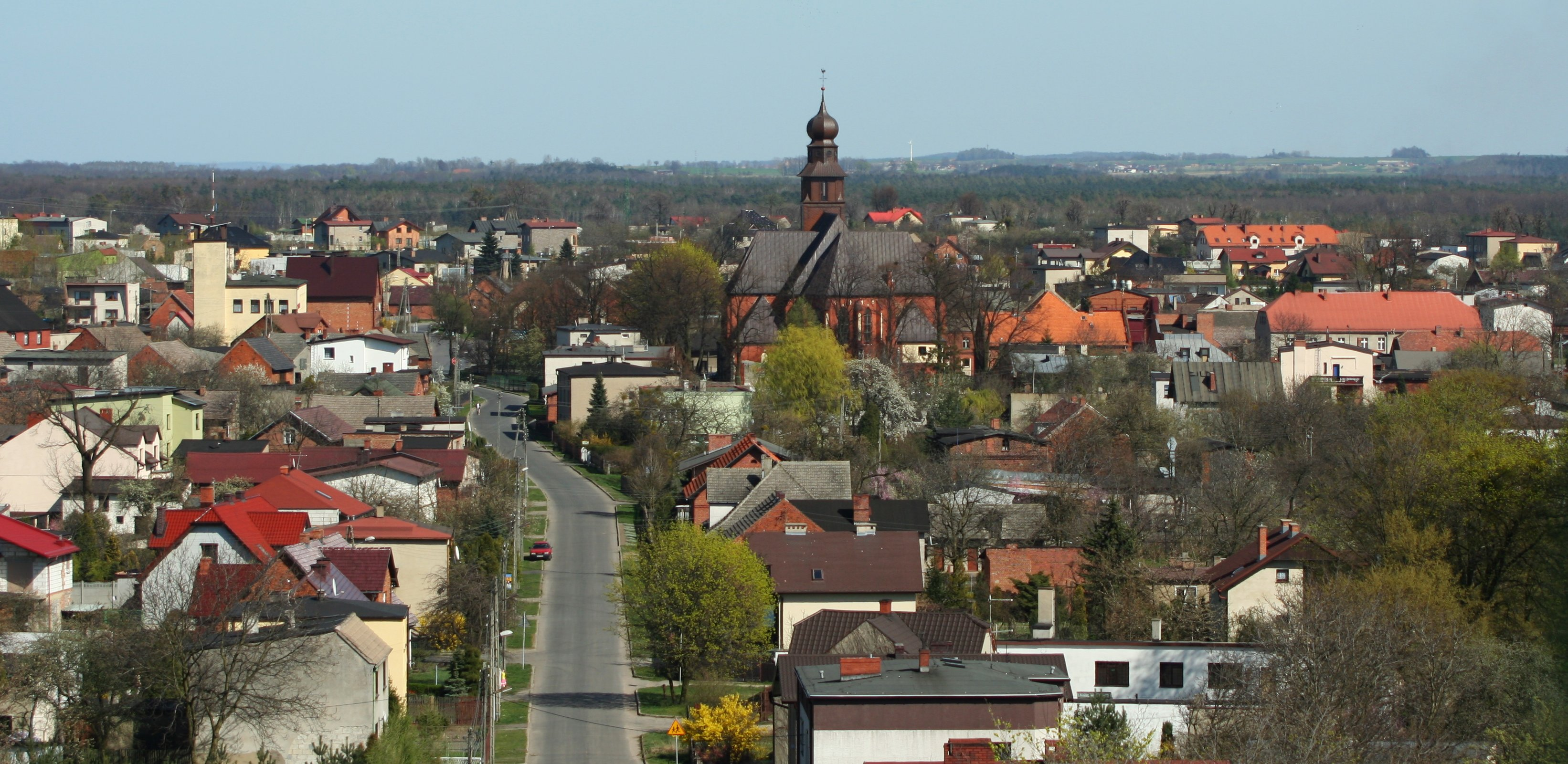
Gesamtansicht

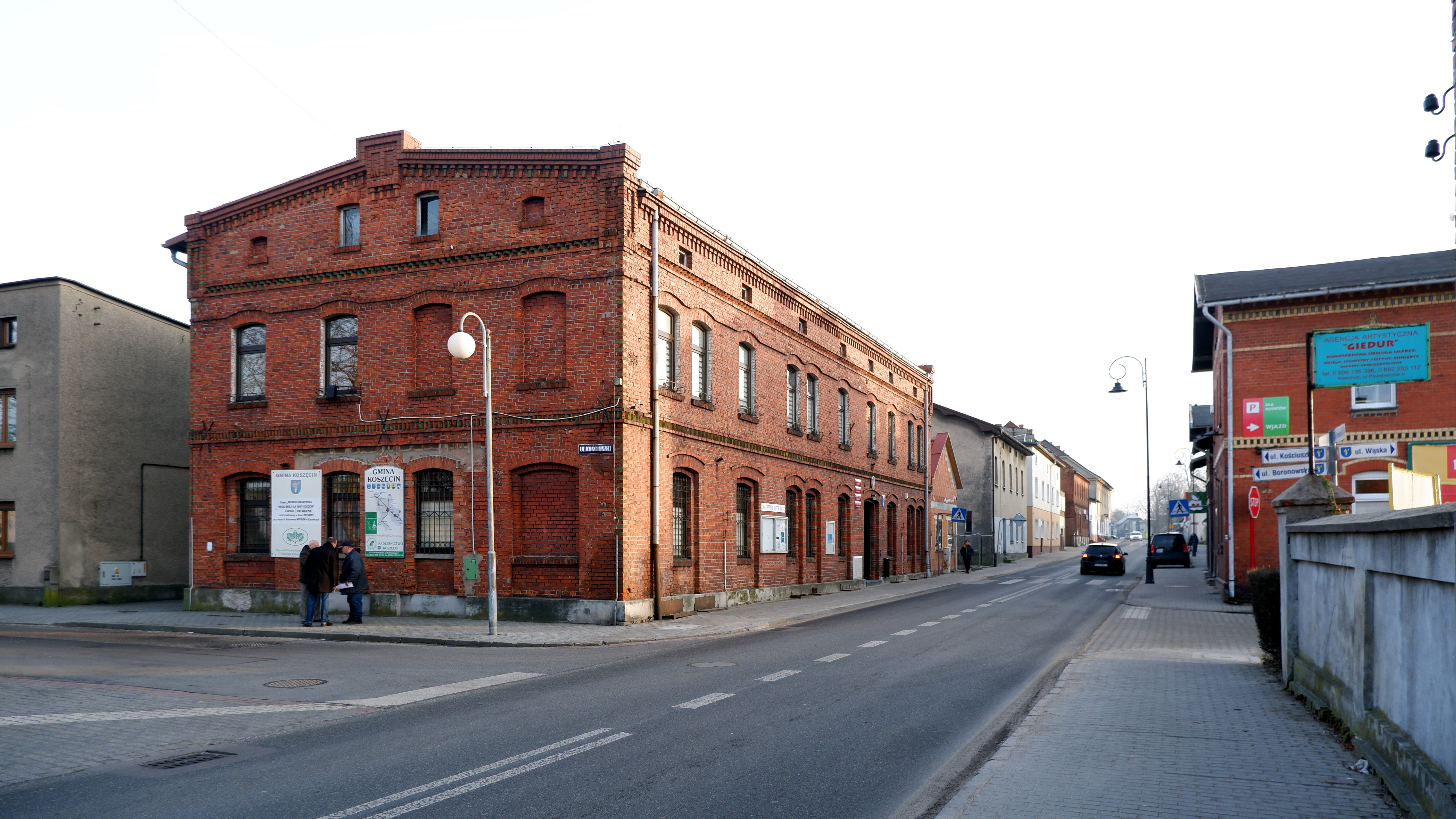
Gemeindeamt am Marktplatz

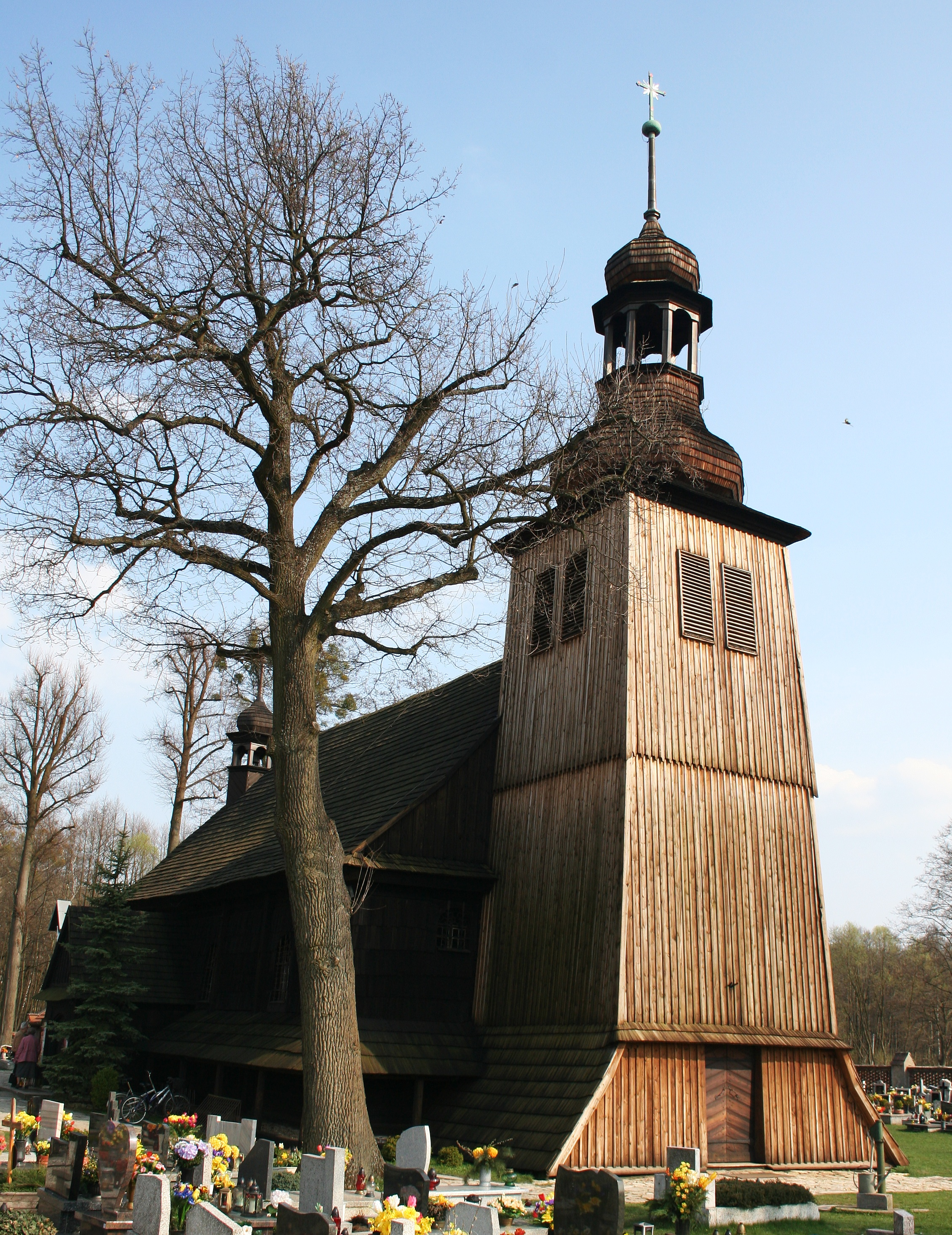
Dreifaltigkeitskirche

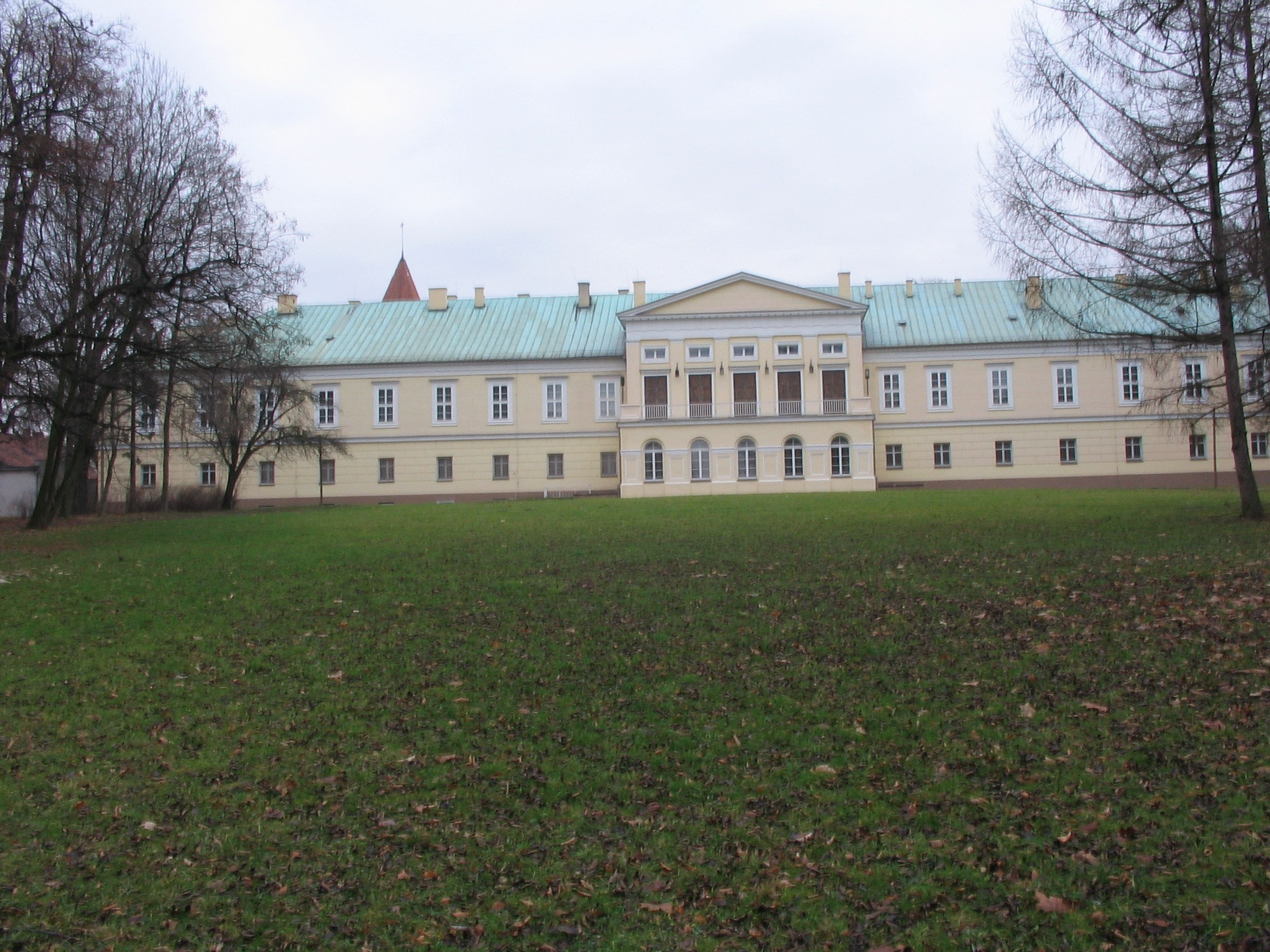
Schloss Koschentin

Die erste urkundliche Erwähnung in einem Dokument des Krakauer Bischofs Paweł z Przemankowa stammt aus dem Jahre 1275. Seit 1302 gehörte Koszęcin dem Zisterzienserkloster Himmelwitz. 1416 wurde als Ortsname Constantin gebräuchlich. 1587 gelangte der Ort in den Besitz der Freiherren Kochtizky, die während der Reformation 1630 als Protestanten enteignet wurden. Neuer Eigentümer wurde 1647 Freiherr Nikolaus Philipp von Rauthen, in dessen Schloss sich u. a. Johann III. Sobieski aufgehalten hatte. 1693 erbten die Grafen Sobeck von Kornitz die Herrschaft Koschentin. Der letzte Angehörige aus dieser Familie auf Koschentin war Carl Heinrich Graf von Sobeck, der wegen Verschuldung den Besitz verkaufen musste. 1774 kam die Herrschaft Koschentin im Besitz der Gräfin Sophie Karoline von Dyhrn zu Schönau (1712–1793), Standesherrin auf Loslau und Besitzerin der benachbarten Herrschaft Lublinitz. Im selben Jahr (1774) erwarb die Gräfin noch das Rittergut Ollschin und die Herrschaft Boronow mit den Orten Boronow, Chwostek, Droniowitz, Hadra und Harbultowitz. Die Gräfin von Dyhrn und ihr Mann Anton Ulrich, der ehemalige Besitzer der Herrschaft Dyhernfurth, waren große Kunstliebhaber. Im Schlosskomplex ließ die Gräfin ein klassizistisches Theater erbauen (es ist heute nicht mehr erhalten) und besaß sogar ein eigenes Orchester. Nach dem Tod der Gräfin im 1793, erbte Koschentin deren Sohn Graf Wilhelm Karl von Dyhrn-Schönau, Erbherr auf Loslau, Gimmel etc., der die große Koschentiner Herrschaft im Jahr 1799 an die Hohenzollern veräußerte.
1804 gelangte Koschentin an Friedrich Ludwig Fürst zu Hohenlohe-Ingelfingen. Unter den Hohenzolern erfolgte 1829 der Neubau eines dreiflügeligen Schlosses im Stil des Klassizismus. Dabei wurden sowohl Teile des alten Schlosses als auch das 1784 geschlossene Theatergebäude als Schlossflügel mit einbezogen. Neben der Herrschaft Koschentin umfasste der Besitz 1860 noch fünf Rittergüter und 19 Dörfer sowie ausgedehnte Wälder links und rechts der Malapane.
Zum Ende des 19. Jahrhunderts entstanden in dem Ort im Landkreis Lublinitz einige Industriebetriebe. Auch wenn in Koschentin bei der Volksabstimmung in Oberschlesien vom 20. März 1921 etwa 65 % der gültigen Stimmen für den Verbleib bei Deutschland abgegeben wurden, fiel der Ort 1922 als Koszęcin an Polen. Nach der Deutschen Besetzung fiel Ort 1945 infolge des Zweiten Weltkriegs nach Kriegsende 1945 an Polen. Zugleich wurde das Fürstenhaus Hohenlohe-Ingelfingen enteignet.
1958 wurde Koszęcin zur stadtartigen Siedlung erhoben und im gleichen Zuge die Orte Brusiek, Krywald (Kriewald), Irki (Irrkau), Piłka (Pielkau) und Rzyce (Rzytze)' eingemeindet. Dadurch vergörßerte sich die Fläche von Koszęcin auf 60 km².
Seit den 90er Jahren bemüht sich die Gemeinde um die Verleihung des Stadtrechts.

## Sehenswürdigkeiten
- Das Koschentiner Schloss stammt aus dem 16. Jahrhundert und gehörte ursprünglich den Herzögen von Oppeln. Ihre heutige Form erhielt die dreiflüglige Anlage 1829/30, als das alte Schloss klassizistisch erweitert wurde. Umgeben ist das Schloss von einem Schlosspark des 19. Jahrhunderts.
- Schrotholzkirche der hl. Dreifaltigkeit von 1724 mit reicher Ausstattung,
- Schrotholzkirche in Brusiek aus der 2. Hälfte des 17. Jahrhunderts
- Schrotholzkirche in Cieszowa aus dem Jahr 1751

## Sendeanlage
In der Nähe von Koszęcin befand sich seit 1977 eine Hochleistungssendeanlage für Mittelwelle mit einem 138 Meter hohen, gegen Erde isolierten Stahlfachwerkmast. Sie sendete auf der Frequenz 1080 kHz mit anfangs 1500 Kilowatt Leistung, bereits 1978 wurde sie auf 750 Kilowatt, 1990 dann auf 350 Kilowatt beschränkt. Ende 2006 wurde der Mittelwellensender endgültig aufgegeben. In vielen Tabellen wurde dieser Sender als „Sender Kattowitz“ aufgeführt. Im Jahr 2014 wurde der 138 Meter hohe Mittelwellensendemast gesprengt; ein daneben stehender, geerdeter 110 Meter hoher Sendemast ist noch für Richtfunk und UKW-Rundfunk in Betrieb.

## Söhne und Töchter des Ortes

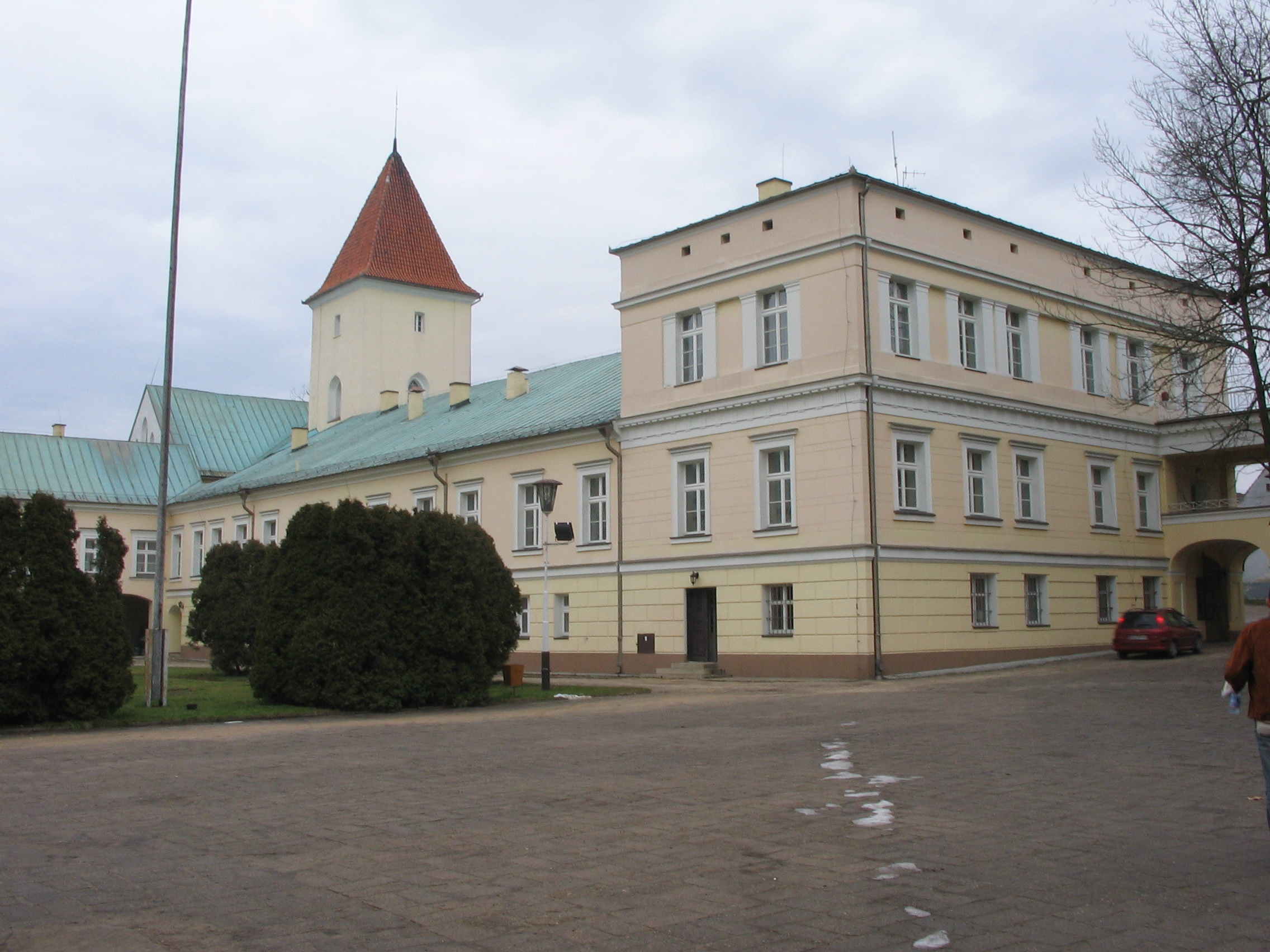
Schloss mit Theaterflügel

- Friedrich Wilhelm zu Hohenlohe-Ingelfingen (1826–1895), preußischer General und Koschentiner Erbherr
- Kraft zu Hohenlohe-Ingelfingen (1827–1892), preußischer General und Militärschriftsteller
- Karl Gottfried zu Hohenlohe-Ingelfingen (1879–1960), deutscher Parlamentarier
- Eugen Fuchs (1856–1923), Rechtsanwalt
- Horst G. Klein (1944–2016, geboren in Sodow), Sprachwissenschaftler, Romanist und Hochschullehrer

## Gemeinde
Die Landgemeinde Koszęcin umfasst ein Gebiet von 129 km² mit etwa 11.500 Einwohnern. Dazu gehören die Schulzenämter (sołectwo):
- Brusiek (Bruschiek), 16 km², 68 Einwohner
- Cieszowa (Czieschowa), 11 km², 322 Einwohner
- Koszęcin (Koschentin), 41 km², 4563 Einwohner
- Piłka (Pielkau), zwei km², 82 Einwohner
- Rusinowice (Ruschinowitz), sechs km², 1288 Einwohner
- Sadów (Sodow), 11 km², 1373 Einwohner
- Strzebiń (Strzebien), 33 km², 3444 Einwohner
- Wierzbie (Wiersbie), acht km², 399 Einwohner

## Verkehr
Koszęcin hat mit den Halten Koszęcin und Rusinowice an der Bahnstrecke Kalety–Wrocław und mit dem Haltepunkt Strzebiń an der Bahnstrecke Chorzów–Tczew Anschluss an das Eisenbahnnetz.